# Aytoniaceae
Aytoniaceae es una familia de  Marchantiophytas en el orden de Marchantiales. Comprende 6 géneros con 244 especies descritas y de estas, solo 115 aceptadas.

## Taxonomía
La familia fue descrita por Francis Cavers y publicado en New Phytologist 10: 42. 1911.

## Géneros
- Asterella
- Aytonia
- Cryptomitrium
- Fimbraria
- Fimbriaria
- Grimaldia
- Mannia
- Neesiella
- Octokepos
- Plagiochasma
- Reboulia
- Ruppina